# 다카노 오사코
타카노 오사코 (일본어: 高野 正子 たかの おさこ[*], 1774년 (안세이 3년) - 1846년 (고카 3년 10월 17일))는 고카쿠 천황의 텐지이다. 아버지는 곤다이나곤 하무로 요리히로이다. 법호는 텐코인(天香院)이다. 아버지는 오오쿠라쿄 타카노 야스카이다. 양아버지는 곤다이나곤 소노 모토사토이다.

## 생애
1792년 (간세이 4년)에 고카쿠 천황의 궁전으로 들어가, 텐지를 거쳐 다이텐지가 되었다. 천황이 양위 한 후, 상황의 죠로가 되어, 신다이나곤(新大納言)이라고 불리게 되었다. 천황과의 사이에서 1남 (나카노미야)를 낳지만, 요절하였다.
1846년 (고카 3년 10월 17일), 73세의 나이로 사망했다. 법호는 텐코인(天香院)이다.